# Arthur Mutambara

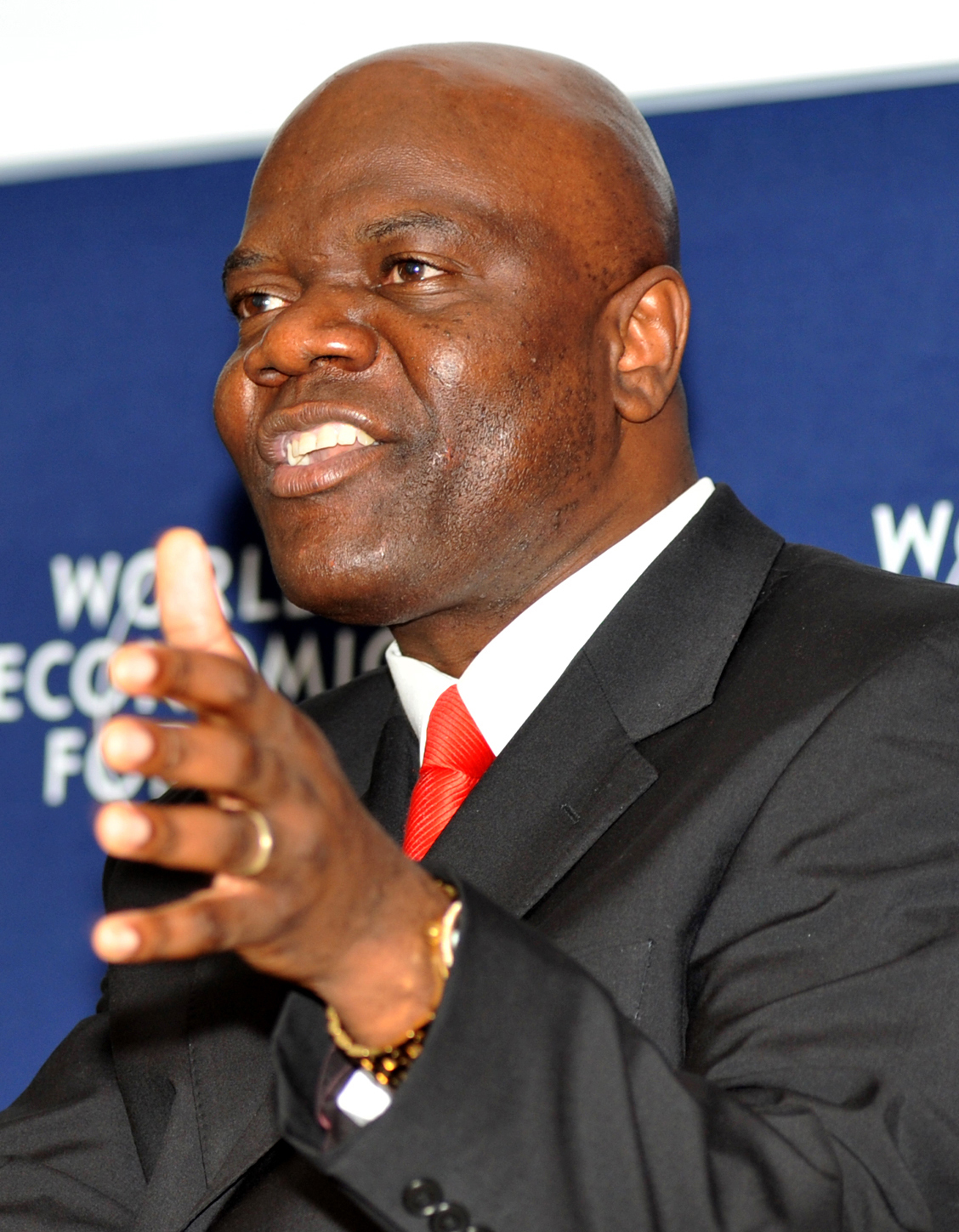
Arthur Mutambara, Juni 2009

Arthur Guseni Oliver Mutambara (* 25. Mai 1966) ist ein Politiker aus Simbabwe. Er wurde im Februar 2006 Präsident einer Faktion des Movement for Democratic Change (MDC).
Nach einem Übereinkommen von September 2008 über die Teilung der politischen Macht in Simbabwe wurde Vize-Premier seines Landes unter Morgan Tsvangirai.